# Grabków (gromada w powiecie iłżeckim)
Grabków – dawna gromada, czyli najmniejsza jednostka podziału terytorialnego Polskiej Rzeczypospolitej Ludowej w latach 1954–1972.
Gromady, z gromadzkimi radami narodowymi (GRN) jako organami władzy najniższego stopnia na wsi, funkcjonowały od reformy reorganizującej administrację wiejską przeprowadzonej jesienią 1954 do momentu ich zniesienia z dniem 1 stycznia 1973, tym samym wypierając organizację gminną w latach 1954–1972.
Gromadę Grabków siedzibą GRN w Grabkowie utworzono – jako jedną z 8759 gromad na obszarze Polski – w powiecie iłżeckim w woj. kieleckim, na mocy uchwały nr 13k/54 WRN w Kielcach z dnia 29 września 1954. W skład jednostki weszły obszary dotychczasowych gromad Dąbrowa Skarbowa, Grabków (bez osady młyńskiej Brandys), Krajków i Łomno ze zniesionej gminy Tarczek w powiecie iłżeckim oraz enklawa (6 gospodarstw) z dotychczasowej gromady Bodzentyn ze zniesionej gminy Bodzentyn w powiecie kieleckim. Dla gromady ustalono 16 członków gromadzkiej rady narodowej.
Gromadę zniesiono 31 grudnia 1959, a jej obszar włączono do gromady Tarczek.